# Chang Hsin-hai
Chang Hsin-hai, född 1898 i Haiyan i Zhejiang, död 1972, var en kinesisk-amerikansk författare och diplomat.
Chang studerade vid Tsinghuauniversitetet i Peking och fortsatte sedan sina studier vid Harvarduniversitetet i USA, där han tog en doktosexamen. Efter återkomsten till Peking var han bland annat aktiv vid engelska institutionen på Pekings universitet.
1928 tog han tjänst i den nya nationalistregeringens utrikesministerium i Nanking. 1932 blev han chef för ministeriets byrå för USA och Europa. Därefter var han Republiken Kinas minister i Lissabon, Warszawa och Prag. Efter Folkrepubliken Kinas bildande 1949 emigrerade han till USA, där han avled 1972.
Som författare skrev han om kinesisk historia och mötet mellan öst och väst. Han medverkade också i filmen Betrayal from the East.